# Sicard de Cremona
Sicard de Cremona (în limba latină: Sicardus Cremonensis) (n. 1155, Cremona – d. 1215, Cremona) a fost un prelat, istoric și scriitor italian.
Sicard s-a născut probabil în familia Casalaschi. El a studiat dreptul la Bologna și apoi la Mainz, după care s-a întors la Cremona, unde a devenit subdiacon în 1183, iar apoi episcop în 1185 (Sichardi episcopi Cremonensis).
La 18 aprilie 1188, episcopul Sicard a pus piatra de temelie a unui nou castel, menit să apere Cremona împotriva dușmanilor. Acesta reprezenta un avanpost către orașul Crema, așa-numit Castrum Leonis, astăzi Castelleone.
În 1203, el l-a urmat pe legatul pontifical, cardinalul Petru de Capua în Orient și în timpul Cruciadei a patra Sicard se afla în Constantinopol. În 1205, Sicard a revenit la Cremona, unde a luat partea împăratului Frederic al II-lea de Hohenstaufen împotriva lui Otto al IV-lea de Braunschweig.

## Opere
- Chronica Universalis (1213) – acoperă istoria universlaă de la Creație până la anul 1213 și a fost în mod extensiv utilizată de Salimbene de Adam în a sa Chronica.
- Summa Canonum (realizată pe când se afla la Mainz, între 1179 și 1181) – o culegere de drept canonic.
- Apologia Sichardi – o apologie împotriva detractorilor.
- Mitrale (în 9 cărți)  - o lucrare liturgică. De curând, această lucrare a fost publicată într-o nouă ediție: Sicardi Cremonensis episcopi Mitralis de officiis (ed. Gábor Sarbak și Lorenz Weinrich), Turnhout, Brepols, 2008.